# 高孝珩
高 孝珩（こう こうこう、? - 577年11月）は、中国の北斉の皇族。広寧王。絵画の才能で知られた。高澄の次男。母は王氏。

## 経歴
天保6年（555年）3月、広寧王に封ぜられた。後に司州牧をつとめた。天統4年（568年）3月に尚書令となり、10月に録尚書事となった。武平元年（570年）6月、司空に転じた。10月、司徒となった。徐州行台に転じた。武平2年（571年）11月、録尚書事となった。武平3年（572年）8月、大将軍に転じた。後に大司馬となった。学問は経書と史書に通じ、文章を好んだ。絵画の才能はとくに秀でていて、あるとき役所の壁に1羽の蒼い鷹を描いたところ、見る者がみな本物の鷹と勘違いするほどの出来映えであった。また「朝士図」を描き、当時もっともすぐれた絵とされた。
武平7年（576年）、後主が晋州で北周軍に敗れて鄴に撤退すると、北斉の諸公が含光殿で対策を議論した。孝珩は「北周軍はわが領土に深入りしすぎております。任城王高湝に幽州の兵を率いて突厥の領土に入らせ、并州に向かうと宣伝しましょう。独孤永業には洛州の兵を潼関に向かわせ、長安に向かうと宣伝しましょう。わたくしめは京畿の兵を率いて滏口に出て、迎え撃つ態勢を取ります。敵は南北にわが軍があると聞けば、逃げ散りましょう」と進言した。しかし後主はかれの進言を用いなかった。
承光元年（577年）1月、幼主が即位すると、孝珩は太宰となった。呼延族・莫多婁敬顕・尉相願らとともに1月5日を期して起兵の計画を立てた。孝珩が千秋門で高阿那肱を斬り、尉相願が宮中で禁兵を率いて呼応し、呼延族と莫多婁敬顕が遊豫園から兵を率いて出る計画であった。しかし高阿那肱が別宅から近道を通って宮中に入ったため、計画は失敗した。
そこで孝珩は北周の軍を迎え撃つ名目で出兵を願い出た。高阿那肱と韓鳳は乱を恐れて、孝珩を滄州刺史として出向させた。孝珩が滄州に到着すると、5000人を率いて任城王高湝と信都で合流した。北周の斉王宇文憲が侵攻してくると、孝珩と高湝の兵の士気は低く、まともに戦うこともできずに敗北した。孝珩は「高阿那肱の小人めのために、わが道は窮まったかな」と嘆き怒った。北周の乞扶令和が矛で孝珩を刺して落馬させると、奴の白沢が孝珩の身体を受け止めたが、孝珩は数カ所の傷を負い、捕虜とされた。
宇文憲が孝珩に北斉の亡国の理由を訊ねると、孝珩は自ら国難について涙を流しながら抑揚をつけて語った。宇文憲は態度を改めて、自ら孝珩の傷を洗って薬を塗ってやり、厚遇した。孝珩は「李穆叔が斉氏28年と言ったことがあったが、いま実現した。神武皇帝（高歓）以外、わたしの父や兄弟たちのひとりとして40歳を越える者がなかったのは、天命である。後主に定見はなく、宰相は頼りにならず、兵権を握ることもできなかった」とひとり嘆いた。
長安に到着すると、開府儀同三司・県侯の位を受けた。北周の武帝が雲陽に幸したとき、北斉の君臣たちと宴を催して、自らは胡琵琶を弾き、孝珩に笛を吹くよう命じた。孝珩は「亡国の音楽はお聴かせするに足りません」と断った。武帝がなお強く伴奏を命じると、孝珩は笛を取り上げて口にもっていき、涙を流して嗚咽したので、武帝は強いるのをやめた。その年の10月、病が重篤になったので、死後に山東に葬るよう願い出て、許可された。間もなく死去し、遺体は鄴に葬られた。

## 伝記資料
- 『北斉書』巻11 列伝第3
- 『北史』巻52 列伝第40